# Austrelatus bosaviensis
Austrelatus bosaviensis (лат.) — вид жуков-плавунцов рода Austrelatus из подсемейства Copelatinae (Dytiscidae). Новая Гвинея. Вид назван в честь гор Босави (Bosavi Mountains), где обнаружена типовая серия.

## Распространение
Встречается на острове Новая Гвинея: в Папуа (провинция Саутерн-Хайлендс, Bosavi Mountains).

## Описание
Мелкие жуки-плавунцы, длина 7—8 мм. Представителей можно отличить от близких видов по следующей комбинации признаков: надкрылья с 11+1 бороздками; передний коготь самца более узкий, прямой; передняя голень самца слабо изменены; левая доля дорсального склерита срединной доли эдеагуса с апикальной 1/2 более шире. Надкрылья с 11+1 полосой: полоса 1 редуцирована базально, субмаргинальная полоса присутствует. Надкрылья коричнеыве, с узкой, иногда короткой и слабой желтовато-красной базальной полосой.